# Çelebi (Kırıkkale)
Çelebi è una cittadina della Turchia situata nella regione dell'Anatolia Centrale, è capoluogo dell'omonimo distretto.
Amministrativamente è compresa nella provincia turca di Kırıkkale, ed è uno dei 9 capoluoghi dei distretti in cui è suddivisa la Provincia.
Secondo il Censimento del 2000, la popolazione del distretto era di 7 210 abitanti, dei quali 3333 vivevano nella città di Çelebi.

## Geografia fisica

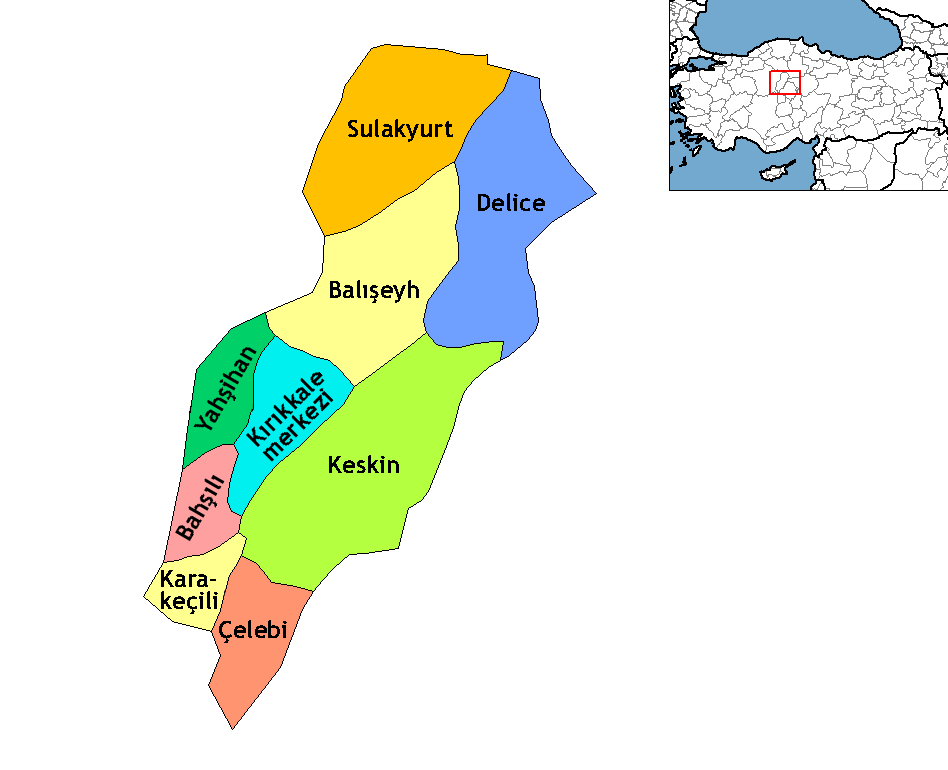
Distretti della provincia di Kırıkkale

La provincia di Kirikkale è divisa in 9 distretti.